# Epitafio
Epitafio (v překladu ze španělštiny epitaf) je venezuelská thrash/death metalová kapela z města Maracay ve státě Aragua založená roku 1992. Po určité době se rozpadla a znovu se zformovala v roce 2006.
Podobně jako jiná venezuelská skupina Natastor nevydali Epitafio své první dlouhohrající album v 90. letech 20. století, ale až po roce 2000, konkrétně v roce 2007. Nese název Dying Out.

## Diskografie

### Dema
- Reflections of Pain (1993)
- Dominion (1994)

### Studiová alba
- Dying Out (2007)
- III Op3ris T3rtium (2011)

### Kompilace
- Years of Dominion (2009) – znovuvydání demo nahrávek Reflections of Pain a Dominion plus bonusové skladby